# قصر السلام (الكويت)
قصر السلام هو قصر ومتحف تاريخي يقع في منطقة الشويخ بدولة الكويت، كان يعرف باسم «قصر الضيافة». بُنِيَ التاريخي الأصلي في ستينات القرن الماضي اثناء حكم الشيخ عبد الله السالم الصباح على مساحة تقدر بـ32 ألف متر مربع، وخصص وقتها للملوك والرؤساء وكبار الزوار. يعتبر القصر جزءاً مهماً من منطقة الكويت الثقافية الوطنية.
في التسعينات من القرن الماضي، أصيب القصر بأضرار بالغة خلال الغزو العراقي للكويت وفكر الكثيرون أنه لا يمكن إصلاحه، فتم التخلي عنه. لكن في عام 2015 طرح المجلس الوطني للثقافة والفنون والآداب فكرة إعادة إعمار القصر وتحويله لمتحف وطني، لاقت الفكرة إعجاب الديوان الأميري وقرر الخوض قدماً في المشروع. حيث سيعاد فتح القصر كمتحف مخصص لتاريخ الكويت و تاريخ حكامه الخمسة عشر. وسيحتفظ التصميم بالطابع الأصلي للقصر مع دمج الإضافات المعاصرة وتلبية أعلى معايير البناء الدولية. سوف يسير الزوار على خطى رؤساء الدول وكبار الشخصيات، حيث يصلون إلى روتوندا، قلب القصر الأصلي، قبل البدء برحلة عبر تسع غرف وصالات عرض فخمة. يقع بجانب القصر، مركز الشيخ جابر الأحمد الثقافي الجديد وسيكون جزءًا من المشهد الثقافي الجديد في الكويت.
يتكون قصر السلام من عدة مرافق:
- متحف يحكي تاريخ الكويت من خلال قصة حكامها
- مركز الزوار
- قصر الحديقة

تم تعيين شركة SSH المعمارية لإدارة المشروع، والتي قد تم تعيينها من قبل شركة كومبيند جروب للمقاولات. المشروع يمتد على مساحة 32,000 متر مربع، ويتكون من دورين يشتملان على عناصر المتحف وقاعات استقبال الضيوف، وسرداب يشتمل على المقاهي ومتجر للهدايا التذكارية للزوار، بالإضافة إلى مبنى مواقف سيارات مستحدث مكوّن من ثلاثة أدوار تحت الأرض، والذي تم إنشاؤه حتى لا يحجب رؤية القصر للمارة".